# Isolepis brevicaulis
Isolepis brevicaulis là loài thực vật có hoa trong họ Cói. Loài này được (Levyns) J.Raynal mô tả khoa học đầu tiên năm 1977.